# Дандолк (футбольний клуб)
Футбольний клуб «Дандолк» (англ. Dundalk Football Club, ірл. Cumann Peile Dhún Dealgan) — ірландський футбольний клуб з однойменного міста, заснований 1903 року. Виступає в ірландському прем'єр-дивізіоні

## Досягнення
Чемпіонат Ірландії

Логотип клубу у 1998—2009 роках

Логотип клубу до 2015 року

- Чемпіон (14): 1932–33, 1962–63, 1966–67, 1975–76, 1978–79, 1981–82, 1987–88, 1990–91, 1994–95, 2014, 2015, 2016, 2018, 2019

Кубок Ірландії:
- Володар кубка (12): 1942, 1949, 1952, 1958, 1977, 1979, 1981, 1988, 2002, 2015, 2018, 2020

Кубок Ліги
- Володар кубка (7): 1977–78, 1980–81, 1986–87, 1989–90, 2014, 2017, 2019

Ліга Ірландського Щита (League of Ireland Shield):
- 2: 1966–67, 1971–72

Перший дивізіон Ліги Ірландії:
- 2: 2000–01, 2008

Кубок Ленстеру:
- 6: 1950–51, 1960–61, 1970–71, 1973–74, 1976–77, 1977–78

Кубок Дубліна:
- 5: 1937–38, 1942–43, 1948–49, 1967–68, 1968–69

Кубок Чотирьох Лідерів:
- 2: 1963–64, 1966–67

Кубок Президента:
- 3: 2015, 2019, 2021

ЛФА Кубок Президента:
- 9: 1930–31, 1951–52, 1963–64, 1964–65, 1979–80, 1980–81, 1981–82, 1988–89, 1989–90

Кубок Дублін-Белфаст:
- 1: 1942

## Виступи в єврокубках
| Сезон   | Турнір                       | Раунд   | Клуб                  | Вдома        | На виїзді      | Разом       |
| ------- | ---------------------------- | ------- | --------------------- | ------------ | -------------- | ----------- |
| 1963–64 | Кубок європейських чемпіонів | ПР      | Цюрих                 | 0–3          | 2–1            | 2–4         |
| 1967–68 | Кубок європейських чемпіонів | 1Р      | Вашаш                 | 0–1          | 1–8            | 1–9         |
| 1968–69 | Кубок ярмарок                | 1Р      | Утрехт                | 2–1 (дод.ч.) | 1–1            | 3–2         |
| 1968–69 | Кубок ярмарок                | 2Р      | Рейнджерс             | 0–3          | 1–6            | 1–9         |
| 1969–70 | Кубок ярмарок                | 1Р      | Ліверпуль             | 0–4          | 0–10           | 0–14        |
| 1976–77 | Кубок європейських чемпіонів | 1Р      | ПСВ                   | 1–1          | 0–6            | 1–7         |
| 1977–78 | Кубок володарів кубків       | 1Р      | Хайдук Спліт          | 1–0          | 0–4            | 1–4         |
| 1979–80 | Кубок європейських чемпіонів | ПР      | Лінфілд               | 1–1          | 2–0            | 3–1         |
| 1979–80 | Кубок європейських чемпіонів | 1Р      | Гіберніанс            | 2–0          | 0–1            | 2–1         |
| 1979–80 | Кубок європейських чемпіонів | 2Р      | Селтік                | 0–0          | 2–3            | 2–3         |
| 1980–81 | Кубок УЄФА                   | 1Р      | Порту                 | 0–0          | 0–1            | 0–1         |
| 1981–82 | Кубок володарів кубків       | 1Р      | Фрам                  | 4–0          | 1–2            | 5–2         |
| 1981–82 | Кубок володарів кубків       | 2Р      | Тоттенгем             | 1–1          | 0–1            | 1–2         |
| 1982–83 | Кубок європейських чемпіонів | 1Р      | Ліверпуль             | 1–4          | 0–1            | 1–5         |
| 1987–88 | Кубок володарів кубків       | 1Р      | Аякс                  | 0–2          | 0–4            | 0–6         |
| 1988–89 | Кубок європейських чемпіонів | 1Р      | Црвена Звезда         | 0–5          | 0–3            | 0–8         |
| 1989–90 | Кубок УЄФА                   | 1Р      | Веттінген             | 0–2          | 0–3            | 0–5         |
| 1991–92 | Кубок європейських чемпіонів | 1Р      | Будапешт Гонвед       | 0–2          | 1–1            | 1–3         |
| 1995–96 | Кубок УЄФА                   | ПР      | Мальме                | 0–2          | 0–2            | 0–4         |
| 2002–03 | Кубок УЄФА                   | ПР      | Вараджин              | 0–4          | 0–5            | 0–9         |
| 2010–11 | Ліга Європи                  | 1К      | Гревенмахер           | 2–1          | 3–3            | 5–4         |
| 2010–11 | Ліга Європи                  | 2К      | Левські               | 0–2          | 0–6            | 0–8         |
| 2014–15 | Ліга Європи                  | 1К      | Женесс Еш             | 3–1          | 2–0            | 5–1         |
| 2014–15 | Ліга Європи                  | 2К      | Хайдук Спліт          | 0–2          | 2–1            | 2–3         |
| 2015–16 | Ліга чемпіонів               | 2К      | БАТЕ                  | 0–0          | 1–2            | 1–2         |
| 2016–17 | Ліга чемпіонів               | 2К      | Гапнарфйордур         | 1–1          | 2–2            | 3–3 (г)     |
| 2016–17 | Ліга чемпіонів               | 3К      | БАТЕ                  | 3–0          | 0–1            | 3–1         |
| 2016–17 | Ліга чемпіонів               | ПО      | Легія                 | 0–2          | 1–1            | 1–3         |
| 2016–17 | Ліга Європи                  | Група D | Зеніт Санкт-Петербург | 1–2          | 1–2            | 4-е         |
| 2016–17 | Ліга Європи                  | Група D | АЗ                    | 0–1          | 1–1            | 4-е         |
| 2016–17 | Ліга Європи                  | Група D | Маккабі Тель-Авів     | 1–0          | 1–2            | 4-е         |
| 2017–18 | Ліга чемпіонів               | 2К      | Русенборг             | 1–1          | 1–2 (дод.ч.)   | 2–3         |
| 2018–19 | Ліга Європи                  | 1К      | ФКІ Левадія           | 2–1          | 1–0            | 3–1         |
| 2018–19 | Ліга Європи                  | 2К      | АЕК Ларнака           | 0–0          | 0−4            | 0–4         |
| 2019–20 | Ліга чемпіонів               | 1К      | Рига                  | 0–0          | 0–0 (дод.ч.)   | 0–0 (5-4 п) |
| 2019–20 | Ліга чемпіонів               | 2К      | Карабах               | 1–1          | 0−3            | 1–4         |
| 2019–20 | Ліга Європи                  | 3К      | Слован Братислава     | 1–3          | 0–1            | 1–4         |
| 2020–21 | Ліга чемпіонів               | 1К      | Цельє                 | Н/Д          | 0–2            | Н/Д         |
| 2020–21 | Ліга Європи                  | 2КР     | Інтер                 | Н/Д          | 1–0            | Н/Д         |
| 2020–21 | Ліга Європи                  | 3КР     | Шериф                 | Н/Д          | 1–1 (пен. 5:3) | Н/Д         |
| 2020–21 | Ліга Європи                  | ПО      | Клаксвік              | 3–1          | Н/Д            | Н/Д         |
| 2020–21 | Ліга Європи                  | ГЕ      | Молде                 | 0–2          |                |             |
| 2020–21 | Ліга Європи                  | ГЕ      | Арсенал               |              | 0–3            |             |
| 2020–21 | Ліга Європи                  | ГЕ      | Рапід                 |              | 3–4            |             |

Примітки
- ПР: Попередній раунд
- КР: Кваліфікаційний раунд
- 1Р: Перший раунд
- 2Р: Другий раунд
- 1К: Перший кваліфікаційний раунд
- 2К: Другий кваліфікаційний раунд
- 3К: Третій кваліфікаційний раунд
- ПО: Плей-оф раунд
- ГЕ: Груповий етап